# Matthias Koch
Matthias Kock (Feldkirch, 1º aprile 1988) è un allenatore di calcio ed ex calciatore austriaco, di ruolo centrocampista, tecnico dell'Hörbranz.